# Кайнар (Карасайський район)
Кайна́р (каз. Қайнар) — село у складі Карасайського району Алматинської області Казахстану. Входить до складу Первомайського сільського округу.
Населення — 1842 особи (2021; 1359 у 2009, 1526 у 1999, 936 у 1989).